# Il mio dolore/C'è un posto migliore per noi
Il mio dolore/C'è un posto migliore per noi è il quinto singolo dei Delfini, pubblicato in Italia nel 1966 dalla CDB.

## Tracce
1. Il mio dolore – 2:10 (testo: Don Backy – musica: Renolds, Shame)
2. C'è un posto migliore per noi – 3:07 (testo: Sergio Bardotti – musica: Barry Mann, Cynthia Weil)

Durata totale: 5:17